# Caco Baresi
Caco Baresi (Conceição de Macabu, 3 de dezembro de 1960 - Rio de Janeiro, 9 de abril de 2015) foi um ator brasileiro.
Iniciou suas participações na Rede Globo em 1997, com a novela Rei do Gado. Já assinou dois contratos com a emissora. O primeiro, em 1998, para fazer Malhação e o segundo, 2003, para interpretar Orlando, em Mulheres Apaixonadas. Em 2006, fez uma participação especial nos dois primeiros capítulos da novela Vidas Opostas, da Rede Record, onde interpretou Rubens, marido de Carmem (Jussara Freire). Em 2007, fez breve participações em Pé na Jaca, da Globo e, em seguida como o Delegado de Alta Estação, da Record. Em seguida gravou como Salgado, Luz do Sol, também para a Record e Tonho, em Sítio do Pica-Pau Amarelo, da Globo. Em 2008, Caco gravou como Mendes, em Amor e Intrigas para a Rede Record. Entre 2007 e 2010 Caco Baresi fez diversos trabalhos para as TVs Globo e Record, tendo sido contratado pela TV Record em 2010/2011 para interpretar Cardoso, em Ribeirão do Tempo. Depois do término deste contrato, Caco atuou na novela Salve Jorge e em Vidas em Jogo e Pecado Mortal.
Também participou do seriado de Marcílio Moraes, A Lei e o Crime, como o Advogado, Dr. Garcia. Foi pré-produtor do curta-metragem,"Queima Total", e seus últimos trabalhos foram no longa "Os últimos dias de Getúlio".
Morreu na noite de 9 de abril de 2015 no Hospital São Vicente de Paulo, no Rio de Janeiro, onde esteve internado no CTI em coma induzido, durante tratamento de um nódulo no pulmão e metástase cerebral.

## Televisão
- 2013 - Pecado Mortal ... Joel
- 2013 - Salve Jorge ...
- 2011 - Ribeirão do Tempo .... Policial Cardoso[3]
- 2010 - Tempos Modernos .... piloto do avião de Niemann
- 2010 - Poder Paralelo .... Jorge[4]
- 2009 - A Lei e o Crime .... Dr. Garcia
- 2008 - A Grande Família
- 2008 - Guerra & Paz
- 2008 - Faça sua História .... Policial
- 2008 - Amor e Intrigas .... Mendes
- 2007 - Sítio do Pica-Pau Amarelo .... Tonho
- 2007 - Luz do Sol .... Salgado
- 2007 - Alta Estação .... Delegado
- 2007 - Pé na Jaca .... Cobrador
- 2006 - Malhação .... Zé
- 2006 - Vidas Opostas .... Rubens
- 2006 - Bicho do Mato .... Seu Gabriel
- 2005 - Floribella .... Policial[5]
- 2004 - Da Cor do Pecado .... Policial Rodoviário
- 2003 - Mulheres Apaixonadas .... Orlando[5]
- 2002 - Desejos de Mulher.[5] Policial
- 2001 - O Clone .... Frequentador da Boate
- 2000 - Aquarela do Brasil.[5] Chofer
- 1998 - Você Decide[5]
- 1998 - Malhação .... Ademir
- 1998 - Corpo Dourado .... Norberto
- 1997 - Por Amor .... Assaltante
- 1996 - O Rei do Gado .... Repórter